# Beat (aplicación)
Beat es una empresa dedicada al desarrollo de aplicaciones móviles para facilitar la interconexión de usuarios que buscan movilizarse dentro de ciudades. La oficina central de esta empresa se encuentra ubicada en la ciudad de Atenas, Grecia, donde adquirió gran popularidad en poco tiempo.
Desde el 9 de noviembre de 2022 Beat deja de operar en las ciudades capitales de Argentina, Chile, Perú, México y Colombia.

## Historia
Fundada en 2011 por Nikos Drandakis junto a sus socios Kostis Sakkas, Nikos Damilakis y Michael Sfictos, inicialmente esta empresa fue conocida como Taxibeat. Posteriormente, en febrero de 2017, este servicio de interconexión de usuarios fue adquirido por el fabricante de automóviles Daimler AG.
Antes de integrar el grupo de empresas Daimler AG, la firma griega Beat recaudó aproximadamente $7 millones en serie de activos durante sus primeros dos años de funcionamiento.
Hoy, la compañía es parte del grupo FREE NOW, la empresa conjunta de BMW y Daimler.